# Гейзенберг, Август
Август Гейзенберг (нем. August Heisenberg; 13 ноября 1869, Оснабрюк — 22 ноября 1930, Мюнхен) — немецкий историк и филолог, византинист.

## Биография
Изучал классическую филологию в университете Марбурга (1886—1889). В Мюнхене стал учеником профессора Карла Крумбахера. В 1894 г. защитил здесь докторскую диссертацию. В 1898 и 1899 г. совершил две научные поездки в Италию и Грецию для изучения византийских рукописей. В 1901 г. получил место доцента средне- и новогреческой филологии в университете Вюрцбурга, где преподавал до 1908 г. в качестве почетного профессора. В 1910 г. после смерти Карла Крумбахера занял его место в Мюнхенском университете в качестве профессора византинистики и главного редактора Byzantinische Zeitschrift. Почётный член Императорской Академии наук в Санкт-Петербурге с 1913 г.
А. Гейзенберг — отец физика Вернера Гейзенберга и химика Эрвина Гейзенберга.

## Труды

### Издания
- Nicephori Blemmydae curriculum vitae et Carmina. Leipzig, 1896. (BSGRT).
- Georgii Acropolitae Opera. Leipzig, 1903; Stuttgart, 1978r. 2 Bd.
- Nikolaos Mesarites. Die Palastrevolution des Johannes Komnenos. Würzburg, 1907.

### Сочинения
- Grabes-Kirche und Apostel-Kirche: zwei Basiliken Konstantins II. Leipzig. 1908. 2 Bde.
- Dialekte und Umgangssprache im Neugriechischen. München, 1918;
- Das Byzantinische Reich // Propyläen-Weltgeschichte. München, 1932, Bd. 2;
- Quellen und Studien zur spätbyzantinischen Geschichte: gesammelte Arbeiten / Hrsg. H.-G. Beck. London, 1973.